# System równomiernie temperowany
System równomiernie temperowany – jeden z systemów dźwiękowych. Stosunek częstotliwości dwóch kolejnych dźwięków w (dwunastopółtonowym) systemie równomiernie temperowanym wynosi {\displaystyle {\sqrt[{12}]{2}},} gdyż system ten zakłada podział oktawy na 12 części w postępie geometrycznym.
W szerszym ujęciu temperacja oznacza sposób nastrojenia dających się nastroić instrumentów (przede wszystkim klawiszowych, takich jak organy, klawesyn, klawikord, fortepian).

## Historia
Zanim wprowadzono system równomiernie temperowany, stosowano temperacje nierównomierne, w których stosunki częstotliwości wybranych dźwięków były liczbami wymiernymi.  Dzięki temu, część interwałów brzmiała czyściej, niż reszta, tworząc wyróżnione systemy tonalne i faworyzując określone tonacje kosztem innych; brzmienie utworu poddanego transpozycji było wyraźnie inne (mniej przyjemne), niż brzmienie tego samego utworu zagranego w tonacji podstawowej dla danego instrumentu. Czasami ten wcześniejszy sposób strojenia określa się mianem stroju naturalnego.
Temperacja równomierna znana była od dawna, lecz aż do pierwszej połowy XVIII w. uważana była za strój niedoskonały, w którym (niezgodnie z kryterium dzisiejszym) żadna z tonacji nie brzmi czysto oraz zatraca się ich indywidualność brzmieniowa. Zalety tego systemu, m.in. możliwość grania we wszystkich możliwych tonacjach, nie były uważane za istotne na tyle, by zrezygnować z systemów wcześniejszych, gdyż nie odczuwano wówczas potrzeby używania tonacji bardzo odległych (w sensie pokrewieństwa tonacji na kole kwintowym) od C-dur czy a-moll. Jednak w XVIII wieku stopniowo zaczęto nowy strój stosować (m.in. dzięki pracom teoretycznym Andreasa Werckmeistera), zaś w połowie XIX wieku równomierna temperacja wyparła inne wcześniej stosowane systemy strojenia instrumentów.

## Strój równomierny na tle wcześniejszych systemów
Równomierna temperacja umożliwia komponowanie nawet w tonacjach leżących na kole kwintowym daleko od tonacji podstawowej dla danego instrumentu. Dla ucha dzisiejszego człowieka, wychowywanego na braku słuchowej alternatywy, brzmienie tonacji stroju równomiernego jest czyste, jednak przez dawnych muzyków, znających wiele systemów, było ono uważane za niedoskonałe. Różnice między systemami strojenia instrumentów dawniej i dziś sprawiają, że efekty dźwiękowe charakterystyczne dla starszych systemów temperacji są trudniejsze do osiągnięcia w instrumentach współczesnych i odwrotnie. W niektórych instrumentach możliwe jest stosowanie zarówno interwałów diatonicznych, jak i chromatycznych; świadome wykorzystywanie modulacji dźwięku i enharmonii charakteryzowało muzykę romantyzmu.

## Strój u Bacha
Niekiedy można się spotkać z twierdzeniem, iż stworzenie temperacji równomiernej wykorzystał Johann Sebastian Bach, tworząc zbiór Das Wohltemperierte Klavier: dwutomowy zbiór dwóch cykli po 24 preludia i fugi (BWV 846–893) na instrument klawiszowy, z których każda para kompozycji jest w innej tonacji w pochodzie chromatycznym, od C-dur do h-moll). Słowo „wohltemperierte” bywa bowiem tłumaczone jako „równomiernie temperowany”, podczas gdy w czasach Bacha zwrot „Das Wohltemperierte Klavier” oznaczał jedynie „Dobrze nastrojony klawesyn”, bez sugestii o równomierności użytego stroju. Współczesny stan badań wskazuje na to, iż Bach rzeczywiście potrzebował uniwersalnego stroju o szerokich możliwościach, lecz najprawdopodobniej chodziło mu o jeden z późniejszych sposobów „nierównomiernej” temperacji, określanych zwykle nazwiskiem osoby, która go opracowała, np. Kirnberger III, Neuhardt III, Rameau itd. W ramach tych strojów można było grać we wszystkich tonacjach, lecz, z uwagi na nierównomierne rozdzielenie komatu (komat pitagorejski, „wilcza kwinta”), każda tonacja brzmiała nieco inaczej. Temu też prawdopodobnie miało służyć dzieło, eksponujące wszystkie 24 tonacje i pokazujące każdą z tych tonacji w sposób niezwykle indywidualny, niemalże kolorystyczny. Nie byłoby potrzeby używania wszystkich 12 dźwięków systemu, gdyby wszystkie tonacje durowe, jak i wszystkie tonacje mollowe z definicji miały brzmieć tak samo, a jedyną różnicą między nimi miałby być tryb (dur przeciwko moll).
Muzyk i teoretyk Johann Philipp Kirnberger, jeden z ulubionych uczniów Bacha, oświadczył już po śmierci mistrza, iż swój system strojenia (wspomniany trzeci system Kirnbergera) oparł na praktyce Bacha, który używał go podczas strojenia swojego klawesynu, co zawsze czynił własnoręcznie. Ten system jednak nie jest strojem temperowanym „równomiernie”.

## Inne systemy równomiernie temperowane

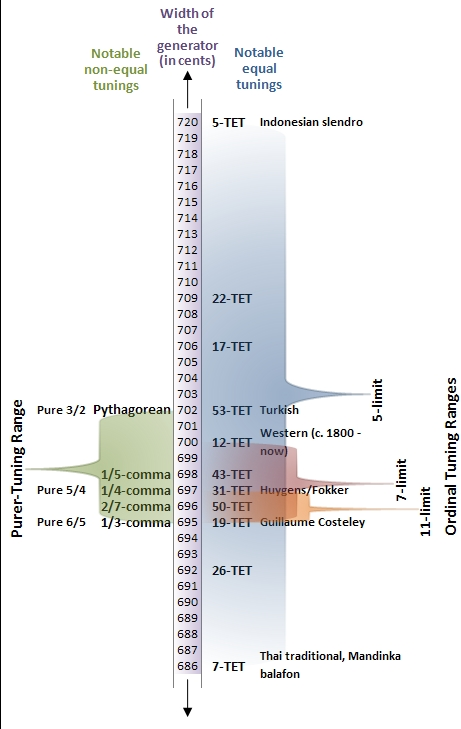
Rysunek 1: Kontinuum strojów syntonicznych obejmujące wiele ważnych strojów równomiernie temperowanych (Milne 2007).

Angielskie nazwy systemów równomiernie temperowanych typu twelve-tone equal temperament lub 12 equal temperament prowadzą do skrótów typu 12-TET, 12TET, 12tET, 12tet, 12-ET, 12ET lub 12et. Dla odróżnienia od systemów, które dzielą inne interwały niż oktawa, stosuje się też określenie equal division of the octave (równy podział oktawy), co daje na przykład 12-EDO, 12-edo, 12edo i 12EDO.

### 5- i 7-tonowe systemy temperowane w etnomuzykologii
Pięcio- i siedmiotonowy strój równomiernie temperowany (5-TET Słuchajⓘ i 7-TETSłuchajⓘ), z 240- Słuchajⓘ i 171-centowymi Słuchajⓘ stopniami są dosyć częste. Na przykład tajski ksylofon zmierzony przez Mortona (1974) odchodził od 7-tonowego stroju równomiernego najwyżej o 5 centów. Ksylofon ugandyjskich Chopi zmierzony przez Haddona (1952) także był nastrojony w tym systemie. Według Mortona „tajskie instrumenty o ustalonej wysokości są nastrojone w systemie o siedmiu równoodległych wysokościach na oktawę. Jednak jak w tradycyjnej zachodniej muzyce, nie wszystkie wysokości stroju są używane w jednym modzie (często nazywanym «skalą»); w tajskim systemie pięć z siedmiu jest używane jako główne wysokości, dając w ten sposób układ nierównych interwałów dla tego modu.” Słuchajⓘ Indonezyjskie gamelany są nastrojone w 5-tonowym stroju równomiernym, jak podaje Kunst (1949), ale według Hooda (1966) i McPhee (1966) ich strój wykazuje znaczną zmienność, zaś według Tenzera (2000) zawierają napięte oktawy. Obecnie powszechnie przyjmuje się, że z dwu głównych systemów strojenia w muzyce gamelanowej, slendro i pelog, tylko slendro przypomina w pewnym stopniu 5-tonowy strój równomierny, zaś pelog jest mocno nierównomierny. Surjodiningrat et al. (1972) analizował jednak pelog jako siedmionutowy podzbiór dziewięciotonowego stroju (133-centowe stopnie Słuchajⓘ). Południowoamerykańska indiańska skala preinstrumentalnej kultury zmierzona przez Boilesa (1969) wykazywała 175-centowy siedmiotonowy strój równomierny, który napinał lekko oktawę jak instrumentalna muzyka gamelanów.
Skale 5- i 7-tonowa stanowią granice poprawnego zakresu strojenia strojów syntonicznych (Rysunek 1)
- W 5-TET temperowana kwinta szerokości 720 centów (na górze kontinuum strojenia) wyznacza koniec kontinuum strojów, na którym szerokość sekundy małej maleje do 0 centów.
- W 7-TET temperowana kwinta szerokości 686 centów (na dole kontinuum strojenia) wyznacza koniec kontinuum strojów, na którym szerokość sekundy małej staje się równie duża jak sekundy wielkiej (obie mają 171 centów).

### Różne zachodnie stroje równomierne

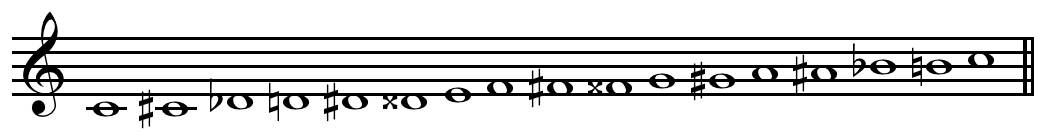
System 16-tonowej notacji Easleya Blackwooda: interwały są zapisywane podobnie do tych, które przybliżają, i jest mniej odpowiedników enharmonicznych (interwałów, które są równe w stroju równomiernym).

Porównanie strojów równomiernych od 9 do 25 (za Sethares (2005), s. 58).

Około roku 1900 Julián Carrillo opracował teorię muzyki mikrotonalnej Sonido 13, czyli po hiszpańsku Dźwięk 13 (trzynasty dźwięk poza dwunastoma skali chromatycznej).
Christiaan Huygens i Adriaan Fokker zalecali 31-tonowy strój równomierny. Ma on nieco mniej dokładne kwinty niż 12-tonowy, ale dostarcza prawie dokładne tercje wielkie i przyzwoite dopasowanie dla przynajmniej 13 harmonik, przy czym siódma jest szczególnie dokładna.
W XX wieku na zachodzie uzupełnienie 12-TET dało skalę ćwierćtonową (24-tonową), popularny strój mikrotonowy.
29-TET to pierwszy równy podział oktawy dający lepsze przybliżenie kwinty niż 12-TET. Jego tercja wielka jest prawie tak samo niedokładna jak dla 12-TET, ale jest o 14 centów zbyt mała zamiast zbyt duża. 41-TET to następne lepsze przybliżenie. Tercja wielka jest w nim zbyt mała tylko o 6 centów.
53-TET lepiej przybliża tradycyjne naturalne konsonanse niż 12, 19 lub 31-TET, ale znalazła tylko okazjonalne zastosowania. Jej bardzo dobre kwinty pozwalają na używanie jej zamiast rozszerzonego stroju pitagorejskiego, ale mieści też strój schizmatyczny (schismatic temperament) i jest czasem używana w teorii muzyki tureckiej. Nie spełnia jednak wymagań strojów średniotonowych, dla których dobre tercje są w zasięgu niewielu cykli kwint. W 53-TET bardzo konsonansowa tercja byłaby za to osiągnięta przez dziwne stosunki enharmoniczne. Konsekwencją tego jest fakt, że progresja akordów typu I-vi-ii-V-I nie wraca do tego samego dźwięku na 53-TET, ale jeden stopień niżej (chyba że przejście I-vi nie będzie przez tercję małą z limitem 5).
Innym rozszerzeniem skali 12-tonowej jest skala 72-tonowa (dzieląca półton na 6 równych części), która chociaż nie jest strojem średniotonowym, przybliża dobrze większość naturalnych interwałów, nawet mniej tradycyjnych, jak 7/4, 9/7, 11/5, 11/6 i 11/7. W skali 72-tonowej uczyli, pisali i wykonywali w praktyce utwory Joe Maneri i jego studenci (których atonalne inklinacje sprawiały, że unikali jakichkolwiek odniesień do stroju naturalnego).
Inne używane czasem równe podziały oktawy to skale 14-, 15-, 16-, 17-, 19-, 22-, 34-, 46-, 48-, 99- i 171-tonowa.
2, 5, 12, 41, 53, 306, 665, 15601… są mianownikami najlepszych przybliżeń {\displaystyle \log _{2}(3),} więc 2, 5, 12, 41, 53, 306, 665, 15601… duodecym (i kwint), które w odpowiednich strojach równomiernych równają się pewnej całkowitej liczbie oktaw jest lepszym przybliżeniem 2, 5, 12, 41, 53, 306, 665, 15601… duodecym/kwint w stroju naturalnego niż dla jakiegokolwiek stroju równomiernie temperowanym o mniejszej liczbie tonów.
1, 2, 3, 5, 7, 12, 29, 41, 53, 200… (ciąg  A060528 w OEIS) to ciąg podziałów oktawy zapewniających coraz lepsze przybliżenie kwinty czystej. Powiązane sekwencje zapewniają coraz lepsze przybliżenia innych interwałów stroju naturalnego. Warto zauważyć, że wiele elementów tych ciągów to sumy wcześniejszych elementów.

### Równomierne temperowanie interwałów innych niż oktawa
Równomiernie temperowana wersja skala Bohlena-Pierce'a opiera się na stosunku 3:1, 1902 centów, czyli naturalnej duodecymie (sumie kwinty i oktawy), nazywanej w tej teorii trytawą (Słuchajⓘ), podzielonej na trzynaście części. Dostarcza ona dobrych przybliżeń naturalnych stosunków złożonych tylko z liczb nieparzystych. Każdy stopień ma 146,3 centa (Słuchajⓘ) (stosunek {\displaystyle {\sqrt[{13}]{3}}}).
Wendy Carlos stworzyła trzy nietypowe stroje równomiernie temperowane po przebadaniu własności możliwych strojów temperowanych o stopniu między 30 i 120 centami. Są one nazywane alfa, beta i gamma. Można je traktować jako równe podziały kwinty. Każdy z nich zapewnia dobre przybliżenia pewnych naturalnych interwałów. Rozmiary stopni to w nich
- alpha: {\displaystyle {\sqrt[{9}]{3/2}}} (78.0 cents)
- beta: {\displaystyle {\sqrt[{11}]{3/2}}} (63.8 cents)
- gamma: {\displaystyle {\sqrt[{20}]{3/2}}} (35.1 cents)

Stopnie Alfa i Beta można usłyszeć na tytułowej ścieżce jej albumu z 1986 Beauty in the Beast.